# یواس‌اس جی.آر.وای. بلکلی (دی‌ای-۱۴۰)
یواس‌اس جی.آر.وای. بلکلی (دی‌ای-۱۴۰) (به انگلیسی: USS J.R.Y. Blakely (DE-140)) یک کشتی بود که طول آن 306 feet (93.27 m) بود. این کشتی در سال ۱۹۴۳ ساخته شد.